# Daniele Dolfin (1688-1762)
Daniele Dolfin, spesso italianizzato in Delfino e Delfin (Venezia, 22 gennaio 1688 – Udine, 13 marzo 1762), è stato un cardinale e patriarca cattolico italiano.
Egli ha ricoperto per ultimo la carica di patriarca di Aquileia, mantenendone il titolo anche dopo la soppressione del patriarcato. Inoltre è stato il primo arcivescovo di Udine.

## Biografia
Daniele Dolfin nacque da una nobile famiglia veneziana che già aveva vantato un doge della Repubblica e numerosi uomini di chiesa. Ordinato sacerdote, il 14 aprile 1715 divenne vescovo coadiutore di Aquileia, venendo nominato nel contempo vescovo titolare di Aureliopoli. Nel 1717 divenne abate commendatario dell'abbazia di Moggio e poi di quella di Rosazzo.
Alla morte del patriarca Dionisio Dolfin il 13 agosto 1734, gli succedette come patriarca di Aquileia, ma quando il patriarcato venne soppresso, ottenne il 6 luglio 1751 il governo dell'arcidiocesi di Udine, mantenendo il titolo personale di patriarca. Nel 1740 tenne l'ultimo sinodo diocesano aquileiese. Il 10 aprile 1747 venne proclamato cardinale e il 20 novembre di quello stesso anno gli venne affidato il titolo di Santa Maria sopra Minerva per mano di Benedetto XIV. Partecipò al conclave del 1758 che elesse papa Clemente XIII.
Morì a Udine il 13 marzo 1762 all'età di 76 anni, venendo sepolto nella chiesa di Sant'Antonio abate in Udine.

## Genealogia episcopale e successione apostolica
La genealogia episcopale è:
- Cardinale Scipione Rebiba
- Cardinale Giulio Antonio Santori
- Cardinale Girolamo Bernerio, O.P.
- Arcivescovo Galeazzo Sanvitale
- Cardinale Ludovico Ludovisi
- Cardinale Luigi Caetani
- Cardinale Ulderico Carpegna
- Cardinale Paluzzo Paluzzi Altieri degli Albertoni
- Cardinale Gaspare Carpegna
- Cardinale Fabrizio Paolucci
- Cardinale Daniele Dolfin

La successione apostolica è:
- Patriarca Francesco Antonio Correr, O.F.M.Cap. (1735)
- Patriarca Alvise Foscari (1741)
- Vescovo Giovanni Battista Sandi (1747)
- Arcivescovo Giovanni Battista Bortoli (1747)

## Ascendenza
|                               |   |                              | Genitori      |  |  | Nonni |  |  | Bisnonni      |  |  | Trisnonni     |  |
|                               |   |                              |               |  |  |       |  |  | Nicolò Dolfin |  |  | Pietro Dolfin |  |
|                               |   |                              |               |  |  |       |  |  | Nicolò Dolfin |  |  | Pietro Dolfin |  |
|                               |   | Paolina Grimani              |               |  |  |       |  |  | Nicolò Dolfin |  |  |               |  |
| Daniele II "Andrea" Dolfin    |   |                              |               |  |  |       |  |  | Nicolò Dolfin |  |  |               |  |
|                               |   | Elisabetta "Isabetta" Priuli | Angelo Priuli |  |  |       |  |  |               |  |  |               |  |
|                               |   | Elisabetta "Isabetta" Priuli | Angelo Priuli |  |  |       |  |  |               |  |  |               |  |
|                               |   | Elisabetta "Isabetta" Priuli | …             |  |  |       |  |  |               |  |  |               |  |
| Daniele III "Giovanni" Dolfin |   | Elisabetta "Isabetta" Priuli |               |  |  |       |  |  |               |  |  |               |  |
|                               |   | Daniele Gradenigo            | …             |  |  |       |  |  |               |  |  |               |  |
|                               |   | Daniele Gradenigo            | …             |  |  |       |  |  |               |  |  |               |  |
|                               |   | Daniele Gradenigo            | …             |  |  |       |  |  |               |  |  |               |  |
| Elisabetta Gradenigo          |   | Daniele Gradenigo            |               |  |  |       |  |  |               |  |  |               |  |
|                               |   | …                            | …             |  |  |       |  |  |               |  |  |               |  |
|                               |   | …                            | …             |  |  |       |  |  |               |  |  |               |  |
|                               |   | …                            | …             |  |  |       |  |  |               |  |  |               |  |
| Daniele III "Daniél" Dolfin   |   | …                            |               |  |  |       |  |  |               |  |  |               |  |
|                               | … | …                            |               |  |  |       |  |  |               |  |  |               |  |
|                               | … | …                            |               |  |  |       |  |  |               |  |  |               |  |
|                               | … | …                            |               |  |  |       |  |  |               |  |  |               |  |
| …                             | … |                              |               |  |  |       |  |  |               |  |  |               |  |
|                               |   | …                            | …             |  |  |       |  |  |               |  |  |               |  |
|                               |   | …                            | …             |  |  |       |  |  |               |  |  |               |  |
|                               |   | …                            | …             |  |  |       |  |  |               |  |  |               |  |
| Pisana Bembo                  |   | …                            |               |  |  |       |  |  |               |  |  |               |  |
|                               |   | …                            | …             |  |  |       |  |  |               |  |  |               |  |
|                               |   | …                            | …             |  |  |       |  |  |               |  |  |               |  |
|                               |   | …                            | …             |  |  |       |  |  |               |  |  |               |  |
| …                             |   | …                            |               |  |  |       |  |  |               |  |  |               |  |
|                               |   | …                            | …             |  |  |       |  |  |               |  |  |               |  |
|                               |   | …                            | …             |  |  |       |  |  |               |  |  |               |  |
|                               |   | …                            | …             |  |  |       |  |  |               |  |  |               |  |
|                               |   | …                            |               |  |  |       |  |  |               |  |  |               |  |